# NGC 1239
NGC 1239 è una lontana galassia lenticolare situata nella costellazione dell'Eridano, a una distanza di circa 407 milioni di anni luce dalla nostra Via Lattea.

## Scoperta
La galassia è stata scoperta il 6 gennaio 1785 dall'astronomo britannico di origine tedesca William Herschel.